# Democrazia deliberativa
Nelle scienze politiche la democrazia dialogico-deliberativa (o semplicemente deliberativa) è una forma di governo democratico nel quale la volontà del popolo non viene espressa tramite l'elezione di rappresentanti (democrazia rappresentativa), ma attraverso un processo deliberativo diretto da parte dello stesso (es. e-democracy tramite Web 2.0).

## Terminologia
È opportuno a questo proposito specificare che nel linguaggio corrente italiano il verbo «deliberare» è sinonimo di «decidere», ma viene comunemente utilizzato principalmente in ambito istituzionale/amministrativo (es. delibera comunale). In realtà l'origine latina del termine (de-liberare, da libra bilancia) letteralmente significa «ponderare completamente» ovvero assumere una decisione nel merito di una questione, ma solo dopo averla discussa ed esaminata a fondo, «soppesando» attentamente i pro e i contra dei diversi possibili corsi d'azione, comprese le conseguenze, i vincoli, le opportunità, i valori e gli interessi in competizione, gli eventuali scambi e sacrifici in gioco.
La teoria della democrazia deliberativa è fondamentale per Jürgen Habermas e Costantino Mortati.
È comunque concettualmente nota a John Rawls, John Dewey e Hannah Arendt. Alcuni risalgono più indietro nel tempo, evocando John Stuart Mill e Jean-Jacques Rousseau (anche se quest'ultimo era critico riguardo all'idea di una democrazia che detenesse il potere legislativo e quello esecutivo insieme). L'espressione è presente, tuttavia, per esteso per la prima volta in un saggio moderno di Joseph Bessette (Deliberative democracy. Tha Majority Principle in Repubblican Government, pubblicato nel 1980 dall'American Enterprise Institute nella raccolta di saggi dal titolo How Democratic is the Constitution?)

## Storia

### Crisi della democrazia rappresentativa
Anthony Giddens ha scritto che, nonostante la democrazia sia ritenuta “l'idea più potente e stimolante del Novecento”, essa pare subire oggi un destino paradossale: mentre da un lato si può dire che è una forma di governo in espansione nel mondo (es. Primavera araba), dall'altro lato può generare al proprio interno una crescente delusione che è in parte misurabile attraverso la rilevazione di fattori quali l'astensionismo, l'indifferenza e la sfiducia nei confronti del sistema politico-istituzionale, il calo dei militanti politici nei partiti e il conseguente emergere di movimenti anti-istituzionali.
Partendo da queste considerazioni, Giddens sostiene la necessità di introdurre, nei paesi democratici, innovazioni che portino a una “democratizzazione della democrazia” cioè che siano in grado di incidere, in misura diversa a seconda del contesto, sui provvedimenti anti-corruzione, sul decentramento del potere e sul rafforzamento della cultura civica: “non dobbiamo pensare che esistano soltanto due settori della società, lo stato e il mercato, cioè il pubblico e il privato: in mezzo sta la società civile che è l'arena dove gli atteggiamenti democratici, come la tolleranza, devono essere sviluppati”.
Tra le varie risposte emerse dagli studi sulla democrazia, i criteri del processo democratico elaborati da Robert Dahl, che in parte coincidono con quelli proposti da Stefano Rodotà, possono essere considerati degli “indicatori utilizzabili per verificare la “qualità democratica” delle proposte di innovazione dei meccanismi della democrazia rappresentativa. Tali criteri riguardano la partecipazione effettiva, la parità di voto, il diritto all'informazione, il controllo dell'ordine del giorno e l'universalità del suffragio.
Di «crisi della democrazia» si parla già a partire dalla fine degli anni '60 in riferimento a diversi fattori: deficit democratico, perdita di fiducia dei cittadini anche nei paesi a tradizione democratica consolidata, crisi della rappresentanza. Inoltre il fenomeno è diffuso, con tratti peculiari, non solo in Europa ma in molti paesi, dagli Stati Uniti all'India.

### Origini della teoria deliberativa
Dal punto di vista storico, il processo deliberativo non è una novità: nelle giurie inglesi e nei salon francesi la borghesia emergente coltivava una conversazione aperta sui temi del giorno già secoli addietro. L'emersione di tale spazio nel mondo occidentale, amplia il pubblico che lo occupa arrivando alle masse popolari grazie alla progressiva diffusione della stampa, dei salotti, dei circoli fino ad arrivare ad Internet e al Web 2.0. In questo modo la sfera pubblica da un lato perde progressivamente l'esclusività sociale e culturale, dall'altro aumenta la sua base costituente. Ed “è in questa dimensione, in cui gli individui che compongono la società civile sono liberi di criticare ed elaborare temi politici senza subire la direzione dell'autorità, che avviene la formazione dell'opinione pubblica”. 
Per quanto riguarda in specifico la sfera istituzionale, l'idea della «deliberazione» è connaturata all'idea stessa di democrazia. L'agorà dell'antica polis greca era il luogo della discussione degli affari pubblici, dove si confrontavano le argomentazioni e la loro forza persuasiva; e i parlamenti sono assemblee deputate per antonomasia alla deliberazione: in origine il demandare l'esercizio del potere a rappresentanti (elettivi) era considerato funzionale proprio alla deliberazione. Al contrario, la partecipazione diretta era considerata incompatibile con la deliberazione, se non altro per ragioni pratico-logistiche riconducibili semplicemente al numero di persone coinvolte e alle difficoltà di comunicazione.
Lo svolgimento di elezioni politiche periodiche, tuttavia, può non apparire più uno strumento sufficiente a definire un regime democratico. Per esempio il Democracy Index classifica il grado di democraticità dei paesi utilizzando una batteria vasta di indicatori: oltre al processo elettorale, considera anche il grado di pluralismo politico, le libertà civili, il funzionamento del governo, la partecipazione politica e la cultura politica.

## Descrizione

### Principi fondanti
La teoria deliberativa è ad oggi in continuo divenire pertanto non si è ancora giunti a definire un paradigma universalmente accettato che la descrive, d'altra parte possono essere individuati alcuni suoi requisiti imprescindibili, sostantivi oltre che procedurali. Alcuni di essi coincidono con i principi democratici sopracitati espressi da Dahl e, a questo proposito, i sostenitori della democrazia deliberativa sostengono che “mentre la democrazia rappresentativa in larga misura si limita all'enunciazione [di tali principi], la democrazia deliberativa prende questi principi «sul serio» cercando di tradurli in effettive prassi". 
I pilastri portanti della democrazia deliberativa riguardano i seguenti aspetti:
- Accettazione della diversità: la diversità di opinioni e di prospettiva consente di gettare dei ponti («bridging»[15]) fra le diversità stesse, alla ricerca di «buone» decisioni. Viceversa, interazioni limitate a gruppi omogenei per orientamenti e opinioni servono a rinsaldare i legami interni («bonding»), ma non sono utili per affrontare questioni pubbliche[13].
- Uguaglianza: la democrazia deliberativa si ripropone di andare oltre il dato formale, ricercando le condizioni per un'eguaglianza effettiva[16], almeno nel contesto del processo partecipativo. Non si intende eliminare le diversità, ma creare le condizioni necessarie perché queste diversità possano parlarsi in egual misura[13].
- Neutralità: un processo partecipativo che miri a essere al servizio di una comunità nel suo insieme, piuttosto che di un particolare soggetto o «fazione», deve essere credibile, equo e neutrale. Idealmente queste attività dovrebbero essere promosse, finanziate e gestite da organizzazioni terze non-coinvolte al fine di contenere possibili distorsioni e diseguaglianze derivanti dalla struttura di potere[17]. In realtà sono in genere le amministrazioni pubbliche a promuovere i processi e a fornire le risorse, affidandone la gestione a professionisti. Una soluzione per conferire credibilità a questi processi può essere l'istituzione di autorità indipendenti che sovrintendano l'attività di queste amministrazioni; professionisti e gruppi d'interesse partecipanti (es. la Commission nationale du débat public (CNDP), responsabile francese dei processi di débat public; l'Autorità per la partecipazione della Regione Toscana; gruppi di cittadini, ecc.)[13].

### Principali caratteristiche
I tratti distintivi che contraddistinguono la partecipazione dialogico-deliberativa rispetto ad altre forme di coinvolgimento sono i seguenti:
- inclusione: la partecipazione deliberativa deve affrontare il problema delle dimensioni degli Stati nazionali che storicamente è stato risolto con la delega e la rappresentanza. È impossibile che tutti possano partecipare: d'altra parte chi partecipa influenza il processo, il suo esito nonché la sua legittimità. Quindi più “tipologie” possibili di soggetti deve essere invitata a partecipare, dai cittadini ai “portatori di interesse”. A tal fine esistono tre tipi di reclutamento ognuno con pro e contra: 
  - selezione mirata, su invito dedicato. Indicata soprattutto agli esperti o ai portatori di interesse, con particolare riguardo alla neutralità;
  - «porte aperte», aperto a chiunque. Probabilmente parteciperanno i "cittadini attivi" o direttamente interessati, ma non sarà garantita grande rappresentatività della popolazione, soprattutto se non si supporta il processo con adeguate forme di informazione e pubblicità;
  - campionamento stratificato: tecnica statistica che "garantisce" (ci sono diverse scuole di pensiero a proposito di ciò) un microcosmo rappresentativo della popolazione; l'inclusione inoltre necessita di istituzioni economiche e politiche a loro volta inclusive e incentivanti.
- informazione: perché la partecipazione politica sia effettiva, i cittadini dovrebbero sempre poter disporre delle informazioni necessarie per poter esprimere il proprio punto di vista informato (l'idea della teoria deliberativa è proprio quello di ascoltare le diverse prospettive soggettive che ruotano attorno a una questione: non solo "massimi esperti" ma anche cittadini che esprimano il "senso comune"). Una volta definito dunque il gruppo di partecipanti è necessario fornire loro informazioni utili e, quanto più possibile, neutrali. A questo fine i «metodi» deliberativi utilizzano sostanzialmente diversi tipi di «canali»: materiale informativo; incontri con esperti; testimonianze di soggetti che rappresentano specifiche posizioni e interessi; input di cittadini e altri soggetti. Esempi pratici interessanti sono le Consensus Conference promosse dal Danish Board of Technology e anche il caso della Commissione per il dibattito pubblico sulla Gronda di Genova.
- dialogo: la deliberazione consiste in interazioni discorsive intersoggettive basate sul «fornire ragioni», sullo scambio e sulla valutazione delle argomentazioni concorrenti dei partecipanti[18][19][20]. Queste interazioni avvengono in forma di dialogo: né dibattito né mera conversazione a ruota libera ma attraverso il dialogo inteso come un'interazione comunicativa interpersonale, possibilmente faccia a faccia (con riferimento alla "forza non coercitiva dell'argomento migliore" dell'"agire comunicativo" di Jürgen Habermas). Questo tipo di dialogo non è per sua natura spontaneo ma richiede anzi condizioni appropriate:
  - "spazi" strutturati, tutti devono poter parlare (nel senso di ascoltare ed essere ascoltati). È necessario sforzarsi di comprendere le ragioni altrui;
  - spazi garantiti, neutrali, protetti, facilitati: clima di rispetto reciproco anche delle diversità;
  - una vasta gamma di "regole e metodi" condivise dai partecipanti: il riconoscimento reciproco di diritti e obblighi da parte dei partecipanti costituisce condizione necessaria per un discorso razionale[21]. Un esempio odierno è il World Café mentre uno "storico" è il Town Meeting. Un processo interessante recente di questo tipo è stato il "Listening to the City" che si è tenuto a New York in merito alla ricostruzione di Ground zero.
- deliberazione e consenso: ponderare una questione considerando i diversi punti di vista per arrivare a conclusioni che siano valide in tutti i contesti collettivi, sociali e istituzionali (con riferimento alla "dimensione discorsiva dell'agire politico" di Hannah Arendt). La deliberazione, per definizione, non è una negoziazione o un compromesso, perché si ambisce ad un consenso unanime: opinioni e preferenze subiscono, sulla base di questa ambizione, cambiamenti attraverso dialogo e informazione (anche se non è obbligatorio che ciò accada, venendo meno quindi alla definizione di deliberazione). Il conflitto e la diversità sono considerati dei punti di partenza;
- influenza/empowerment: la democrazia deliberativa mira a rafforzare la voce dei cittadini, ma anche la genuina disponibilità delle istituzioni a recepire questa «voce»; la deliberazione è efficace se gli esiti sono presi in seria considerazione da istituzioni e decisori[22]. Inoltre una reale partecipazione mira a contribuire quanto meno alla formazione di scelte collettive[23] e implica un trasferimento di quote di potere dai governanti ai cittadini[24][25].

### Implementazioni
La sperimentazione di alcune di queste tecniche, ormai rodate, che beneficiano anche di una certa legittimità scientifica, rappresentano soluzioni innovative in questo campo:
- bilancio partecipativo
- giuria cittadina
- assemblea cittadina
- consensus conferences
- sondaggio deliberativo: l'opinione pubblica viene oggigiorno rilevata attraverso i sondaggi che, indipendentemente da manipolazioni o meno, non sono in grado di fornire niente più di un'istantanea dell'opinione pubblica mediamente "grezza", non informata[13]. Proprio per rilevare l'opinione informata dei cittadini, James Fishkin e colleghi hanno sviluppato il sondaggio deliberativo, che esenta diversi tratti tipici dei processi deliberativi (campionamento dei partecipanti, la messa a disposizione di risorse informative bilanciate, il dialogo, ecc.), la cui caratteristica peculiare è la continua misurazione delle opinioni dei partecipanti in diverse fasi del processo per rilevare e misurare gli eventuali cambiamenti di opinione (informata). Una serie di esperienze di questo tipo sono raccolte nel sito del Center for Deliberative Democracy.

### Equivoci nell'uso del termine "partecipazione"
«Partecipazione» è un termine ambiguo e polisemico utilizzato, con una grande varietà di significati, sia nelle conversazioni quotidiane che nel linguaggio politico. In generale identifica dei processi che prevedono una qualche forma di coinvolgimento della «società civile», di cittadini e/o di "portatori di interessi": dalle rivoluzioni della «Primavera araba» ai gruppi di «cittadini giardinieri» che si occupano del verde pubblico; dal volontariato in campo sociale alle svariate forme di consultazione più o meno istituzionalizzate di segmenti organizzati della società. Per declinare meglio il significato, spesso il sostantivo viene accostato ad altri termini, per esempio si sente parlare di "partecipazione attiva", "partecipazione dei cittadini", "democrazia di prossimità", ecc. In particolare la locuzione "democrazia partecipativa" viene spesso erroneamente usata in riferimento a contesti molto diversi tra loro: dalla democrazia diretta alla partecipazione sociale (volontariato). In realtà, essa fa riferimento ad una vera e propria "partecipazione politica" intesa come comportamento manifesto che mira a esercitare influenza sui processi politici o sulla «allocazione vincolante di valori». Questa precisazione consente di distinguere la partecipazione politica da quella di carattere sociale che "si limita" (nel suo importantissimo e indispensabile compito) a fornire alla comunità un bene o un servizio altrimenti non disponibili.

### Osservazioni e critiche
La teoria della democrazia deliberativa dice che, per la soluzione dei problemi di decisione politico-amministrativa, si devono creare delle assemblee alle quali possa partecipare ogni singolo cittadino, nelle quali i cittadini vengano informati da esperti riguardo al problema in gioco, e nelle quali i cittadini possano discutere tra di loro, difendendo le proprie posizioni. La caratteristica veramente importante è che, almeno nella teoria, la decisione può essere presa solo quando tutti i partecipanti alle arene trovano un accordo, e quindi dal punto di vista teorico anche solo un dissenso dovrebbe far continuare la discussione.
Nei casi reali non ci si può permettere, per problemi di tempo, di aspettare una soluzione che sia condivisa da tutti, a meno che non si tratti di assemblee con pochissimi partecipanti: si trovano quindi delle soluzioni pratiche approssimate. Esistono comunque dei paesi, specialmente in Sudamerica, dove questo tipo di democrazia viene regolarmente utilizzata per la gestione delle amministrazioni locali.